# مارگوت فاستر
مارگوت فاستر (انگلیسی: Margot Foster؛ زادهٔ ۳ اکتبر ۱۹۵۸) قایقران روئینگ اهل استرالیا است.